# 299631 Kayliegreen
299631 Kayliegreen è un asteroide della fascia principale interna. Scoperto nel 2006, presenta un'orbita caratterizzata da un semiasse maggiore pari a 2,412619 UA e da un'eccentricità di 0,111744, inclinata di 5,573449° rispetto all'eclittica.
Fa parte della famiglia di asteroidi Vesta.
Kaylie Green è stata una dottoranda canadese in astronomia presso l'Università di Western Ontario. Appassionata di scienza, ha lasciato l'industria per studiare i buchi neri supermassicci. È stata una ricercatrice, mentore e divulgatrice scientifica di talento, coinvolgendo colleghi e pubblico con il suo entusiasmo e ispirando gli studenti con la sua gentilezza e dedizione.